# Markus Friesacher
Markus Friesacher (ur. 6 stycznia 1975 roku w Salzburgu) – austriacki kierowca wyścigowy.

## Kariera
Friesacher rozpoczął karierę w wyścigach samochodowych w 1995 roku od startów w Niemieckiej Formule 3, gdzie jednak nie był klasyfikowany. Rok później w tej samej serii był 25. W późniejszych latach pojawiał się także w stawce Formuły 3000 oraz Australian Drivers' Championship.
W Formule 3000 Austriak startował w latach 1997, 1999. Jedynie w 1997 roku zakwalifikował się do wyścigu, jednak nigdy nie zdobył punktów. Został sklasyfikowany na 35 miejscu w końcowej klasyfikacji kierowców.